# كورنيليوس إتش تشارلتون
كورنيليوس إتش تشارلتون (بالإنجليزية: Cornelius H. Charlton) هو جندي أمريكي، ولد في 24 يوليو 1929 في Eastgulf, West Virginia ‏ في الولايات المتحدة، وتوفي في 2 يونيو 1951 في كوريا في ممالك كوريا الثلاث.